# Just tah Let U Know
«Just tah Let U Know» fue uno de los últimos temas grabados de Eazy-E antes de su muerte, lanzado en el álbum póstumo Str8 off tha Streetz of Muthaphukkin Compton, y como sencillo el 5 de diciembre de 1995. Fue su última canción en un chart, y alcanzó el puesto # 45 en el Billboard Hot 100, el #30 en Hot R&B/Hip-Hop Singles & Tracks, y el # 4 en Hot Rap Singles. En el vídeo musical se muestran varias filmaciones de él y de imágenes antes de su muerte. Just tah Let U Know vendió más de 200 000 copias (como sencillo).

## Posicionamiento
| Año  | Listas                           | Posición |
| ---- | -------------------------------- | -------- |
| 1996 | UK Singles Chart                 | #30      |
| 1995 | Billboard Hot 100                | #45      |
| 1995 | Hot Rap Singles                  | #4       |
| 1995 | Hot R&B/Hip-Hop Singles & Tracks | #30      |

## Lista de canciones
1. «Just Tah Let U Know» (Versión sencillo) - 4:09
2. «Just Tah Let U Know» (Phat Sac Remix) - 4:09
3. «Just Tah Let U Know» (Instrumental) - 4:09